# Word (czasopismo)
Word („słowo”) – czasopismo naukowe poświęcone zagadnieniom językoznawczym, wydawane od 1945 r. Stanowi oficjalną publikację amerykańskiego towarzystwa International Linguistic Association.
Ukazuje się cztery razy w roku, a jego wydawcą jest Routledge.